# Colobostruma

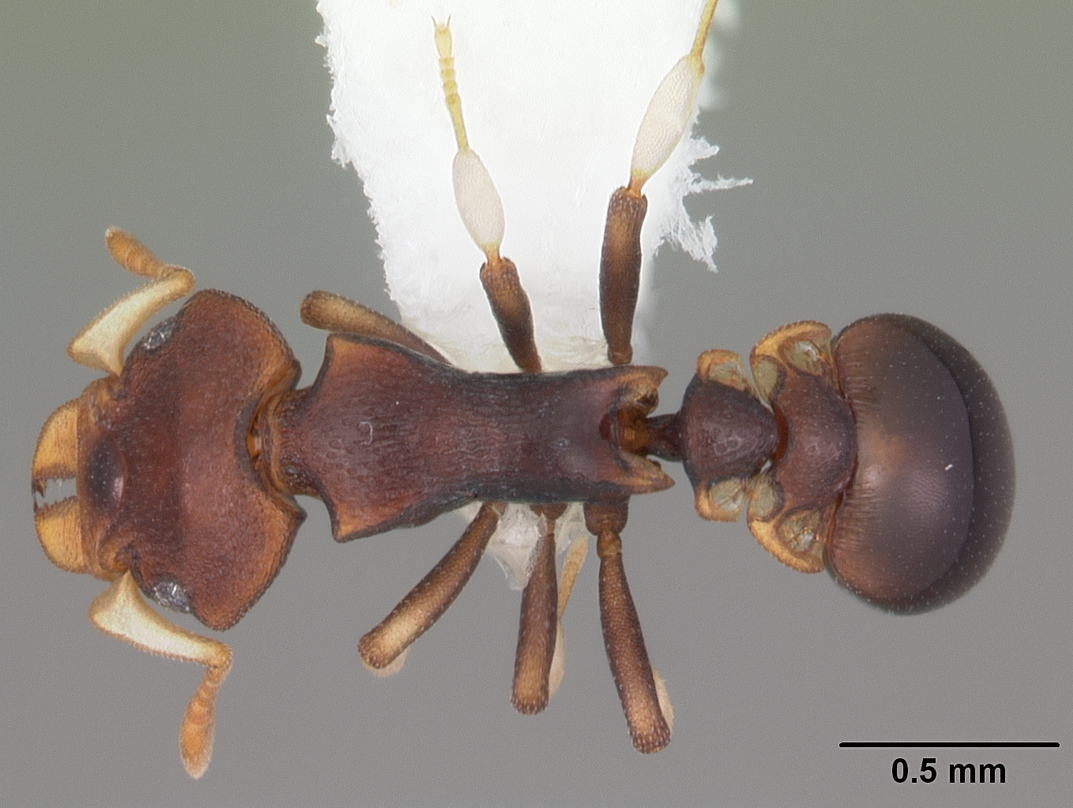
Colobostruma foliacea

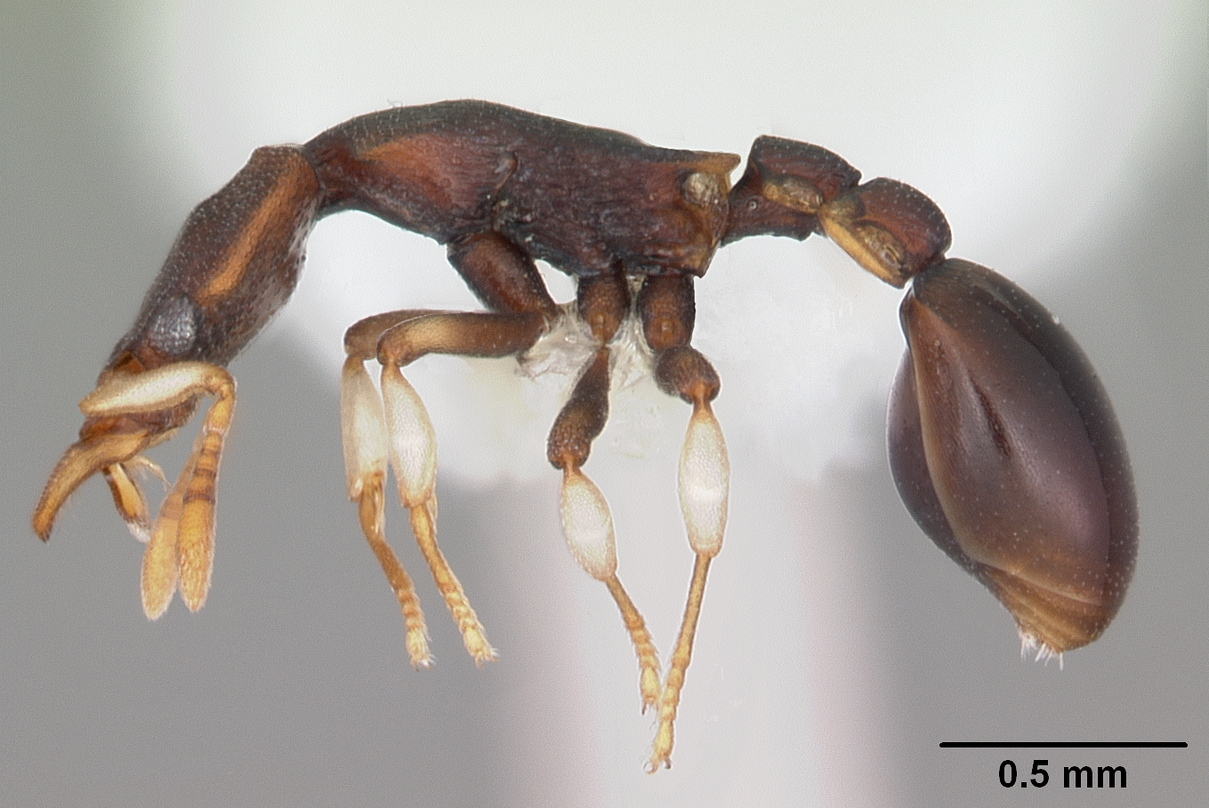
Colobostruma foliacea

Colobostruma  (лат.) — род тропических муравьёв трибы Attini из подсемейства Myrmicinae (ранее в составе трибы Dacetini).

## Распространение
Австралия (и 1 вид на Новой Гвинее).

## Описание
Мелкого размера, длиной около 3—4 мм. Окраска коричневая. Голова сердцевидная с длинными мандибулами, заканчивающимися увеличенными 3 апикальными зубцами и раскрывающимися только на 60—90 градусов (у других Дацетин до 170). Триггерные волоски редуцированы или отсутствуют на переднем крае лабрума, который гипертрофировано увеличен. Усики 6-члениковые, нижнечелюстные щупики из 5, а нижнегубные из 3 члеников. Петиоль и постпетиоль с боковыми чешуевидными выступами.
Диплоидное число хромосом у Colobostruma alinodis 2n = 22.

## Систематика
Около 10 видов. Первоначально род был описан в статусе подрода в составе рода Epopostruma. Некоторые авторы рассматривали род Mesostruma в качестве младшего синонима рода Colobostruma (Baroni Urbani & De Andrade, 1994; 2007).
Около ста лет род Colobostruma все систематики включали в состав трибы Dacetini. В 2014 году Colobostruma был включён в состав расширенной трибы Attini, где его выделяют в отдельную родовую группу Daceton genus-group, более близкую к муравьям-грибководами из Attini s.str. (в старом узком составе).
- Colobostruma alinodis (Forel, 1913) (=Epopostruma alinodis)
- Colobostruma australis Brown, 1959
- Colobostruma cerornata Brown, 1959
- Colobostruma elliotti (Clark, 1928) (=Epitritus elliotti)
- Colobostruma foliacea (Emery, 1897) (=Epopostruma foliacea)
- Colobostruma froggatti (Forel, 1913)
- Colobostruma leae (Wheeler, W.M. 1927) typus (=Epopostruma (Colobostruma) leae)[2]
- Colobostruma nancyae Brown, 1965
- Colobostruma papulata Brown, 1965[6]